# Apollokrates

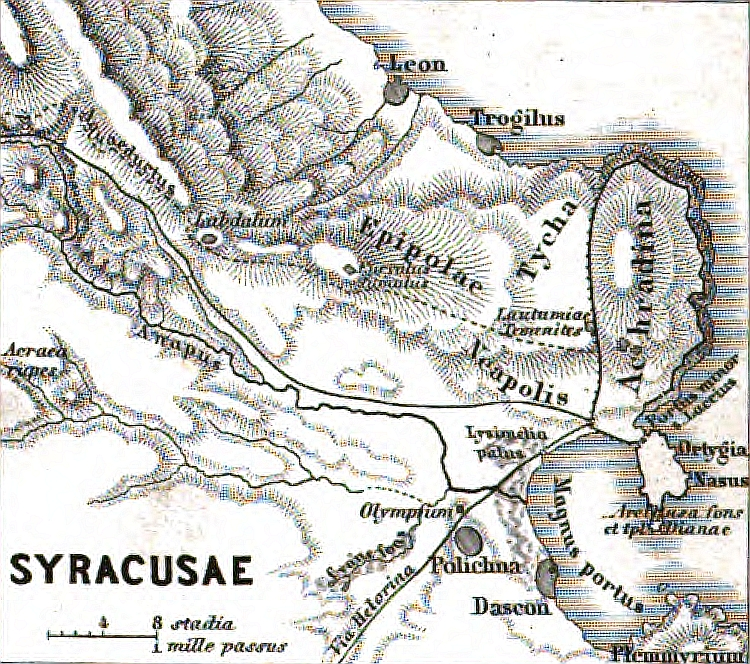
Syrakus in der Antike mit der vorgelagerten Insel Ortygia

Apollokrates (altgriechisch Ἀπολλοκράτης Apollokrátēs; * um 375 v. Chr.; † 347 v. Chr. in Lokroi) war der älteste Sohn des syrakusanischen Tyrannen Dionysios II. und seiner Ehefrau Sophrosyne, ein Enkel des Tyrannen Dionysios I. von Syrakus. Er war 357–355 v. Chr. Statthalter seines Vaters auf der umkämpften Burg Ortygia, einer Insel vor Syrakus; 355 musste er sich den Invasionstruppen seines Onkels Dion ergeben und erhielt für die Übergabe der Festung freien Abzug; er verbrachte die nächsten Jahre als künftiger Erbe an der Seite seines Vaters in Lokroi auf dem italischen Festland, der Heimatstadt seiner Großmutter Doris, in der sein Vater sich nach der Vertreibung aus Syrakus zum Alleinherrscher aufgeworfen hatte.
347 v. Chr. kehrte Apollokrates’ Vater Dionysios II. nach zehnjähriger Abwesenheit nach Syrakus zurück und brachte die Stadt gewaltsam erneut unter seine Herrschaft. Über das Schicksal des Apollokrates zu dieser Zeit schweigen die Quellen. Möglicherweise hat er seinen Vater auf dem Feldzug nach Syrakus begleitet, vielleicht blieb er aber auch mit seinen Geschwistern sowie seiner Mutter Sophrosyne in Lokroi in vermeintlicher Sicherheit zurück. In diesem Fall ist er wahrscheinlich bei dem in Abwesenheit des Tyrannen ausbrechenden Volksaufstand in Lokroi wie die anderen Mitglieder der Tyrannenfamilie von den Aufständischen ums Leben gebracht worden.
Dionysios II. rächte die Ermordung seiner Familie, indem er das rebellische Lokroi dem Erdboden gleichmachen ließ. 
Als der Korinther Timoleon 344 v. Chr. mit einem Expeditionskorps auf Sizilien landete, gab Dionysios II. die Tyrannis nach ungewöhnlich kurzer Gegenwehr auf und ging zum Erstaunen seiner Zeitgenossen als bescheidener Privatmann nach Korinth ins Exil.